# San Giuliano Milanese
San Giuliano Milanese is een gemeente in de Italiaanse metropolitane stad Milaan (regio Lombardije) en telt 33.561 inwoners (31-12-2004). De oppervlakte bedraagt 30,7 km², de bevolkingsdichtheid is 1079,40 inwoners per km².
De volgende frazioni maken deel uit van de gemeente: Borgolombardo, Carpianello, Civesio, Mezzano, Pedriano, Sesto Ulteriano, Viboldone, Zivido.

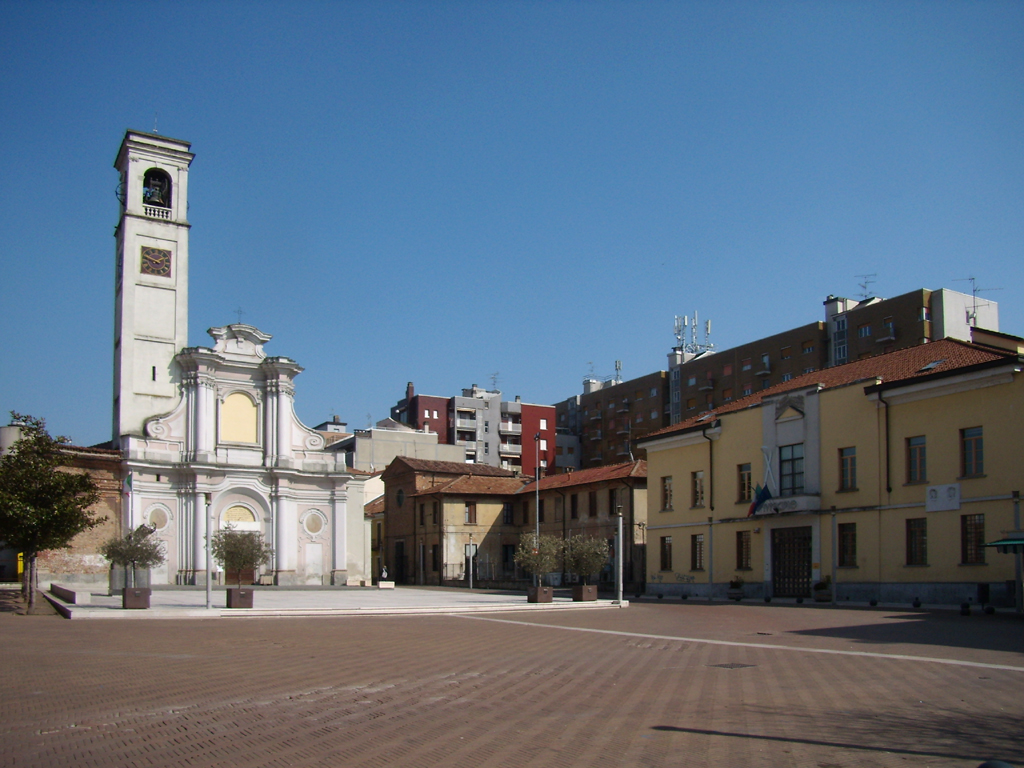
Piazza Vittoria
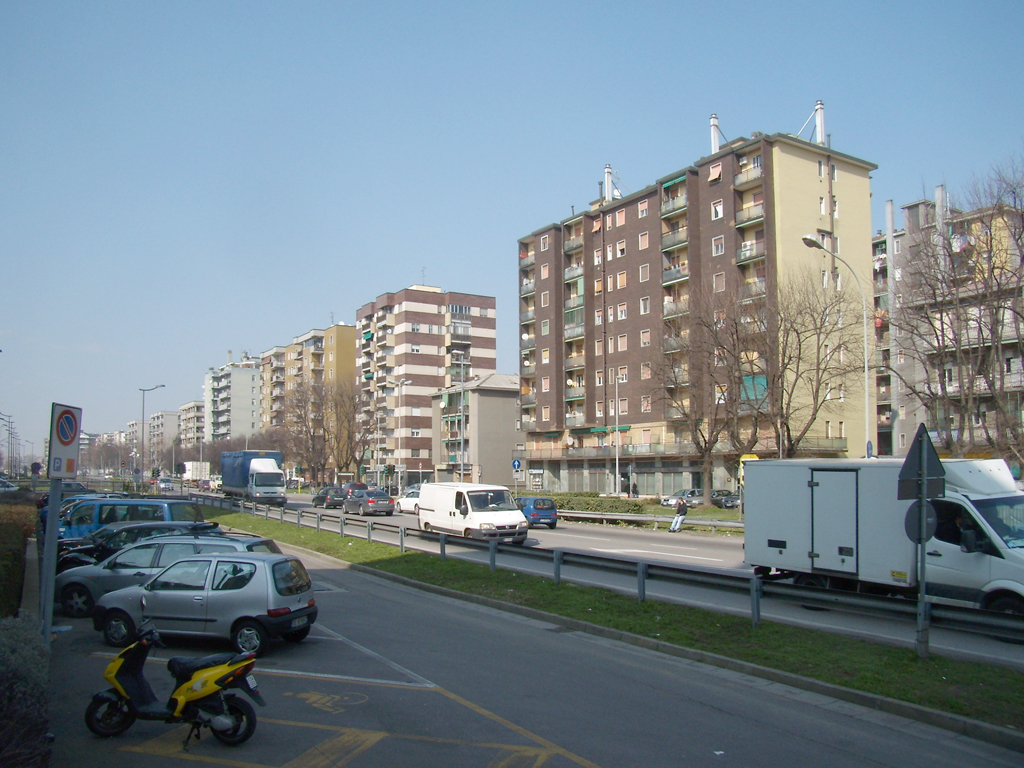
Via Emilia

## Demografie
San Giuliano Milanese telt ongeveer 13933 huishoudens. Het aantal inwoners daalde in de periode 1991-2001 met 5,5% volgens cijfers uit de tienjaarlijkse volkstellingen van ISTAT.
| Jaar | Inwoneraantal |
| ---- | ------------- |
| 1991 | 33.106        |
| 2001 | 31.295        |

## Geografie
De gemeente ligt op ongeveer 97 m boven zeeniveau.
San Giuliano Milanese grenst aan de volgende gemeenten: San Donato Milanese, Mediglia, Locate di Triulzi, Colturano, Carpiano, Melegnano.